# Гриффис, Уильям Эллиот
Уи́льям Э́лиот Гри́ффис (англ. William Elliot Griffis; 17 сентября 1843, Филадельфия — 5 февраля 1928, Флорида) — известный американский востоковед, священник конгрегационалистской церкви, профессор, автор многих трудов.

## Биография
Гриффис родился в Филадельфии в семье морского офицера, впоследствии — торговца углём. Во время Гражданской войны в США он отслужил 3 месяца в 44-м пенсильванском добровольческом полку после того, как Роберт Ли вторгся в Пенсильванию в 1863 году. После войны Гриффис поступил в Рутгерс-колледж в городе Нью-Брансуик штата Нью-Джерси, который закончил в 1869 году. В колледже Гриффис обучал английскому и латинскому языку Кусакабэ Таро, молодого самурая из японской провинции Этидзэн (часть современной префектуры Фукуи). После года путешествий по Европе Гриффис поступил в семинарию Голландской Реформатской церкви в Нью-Брансуике, в настоящее время известной как Нью-Брансуикская Теологическая семинария.

## Деятельность в Японии
В сентябре 1870 года Мацудайра Сюнгаку пригласил Гриффиса в Японию для организации современных школ. В 1871 году Гриффис стал инспектором образования в провинции Этидзэн. Эта деятельность приносила ему доход в 2400 долларов; кроме того, японские власти выделили ему дом в городе Фукуи и лошадь.
В 1872—1874 годах Гриффис преподавал химию и физику в Кайсэй Гакко (школа-предшественница Токийского Университета). В 1872 году он готовил к изданию пятитомный труд «New Japan Series of Reading and Spelling Books» (Новая японская серия книг по чтению и письму). Также он публиковал английские буквари для японских студентов; в своей журналистской деятельности он распространял в печатных изданиях Японии и США ряд документов, касавшихся важности японской международной деятельности.
Гриффиса сопровождала его сестра, Маргарет Кларк Гриффис, которая стала учительницей в Токийской правительственной школе для девочек. Ко времени, когда они уехали из Японии в 1874 году, Гриффис завязал хорошие отношения со многими будущими государственными лидерами.
Он был членом Японского азиатского общества, Корейского азиатского общества, Исторического общества Императорского университета в Токио и в Обществе шестого года Мэйдзи.

## Работа в США
Вернувшись в США, Граффис поступил в Объединенную Теологическую семинарию; после окончания занятий в 1877 году он был направлен в ряд церквей: Первую реформатскую церковь, Скенектади, штат Нью-Йорк (1877—1886), в Конгрегационалистскую церковь Шомат, Бостон, Массачусетс (1886—1893); и в Первую конгрегационалисткую церковь, Итака, штат Нью-Йорк (1893—1903). Одновременно с этим он получил высшую степень доктора богословия в Объединенном колледже. Рутгерс присвоил ему дополнительную степень доктора гуманитарных наук в 1899 году.
В 1903 году он ушёл в отставку, чтобы посвятить себя исключительно литературному творчеству и преподаванию в университете. Его книги о Японии и Японской культуре дополнялись в ходе его преподавательских разъездов. Вдобавок к его собственным книгам и статьям в течение этого периода он встретил Нитобэ Инадзо, что и было отражено в известной книге «Бусидо: душа Японии».
Автор многих трудов, Гриффис был также неутомимым путешественником. Он совершил 11 поездок по Европе, в основном в Нидерланды. В 1898 году он присутствовал на восшествии на престол королевы Вильгельмины; вступил в Конгресс истории дипломатии. Он был членом группы бостонских ученых, которые хотели описать генеалогию голландских паломников. Работа была отмечена мемориалом Дельфсхавена и установкой пяти бронзовых табличек в 1909 году. Гриффис был одним из четырех американцев, избранных в Голландское общество Письма в Лейдене.

## Поздние годы
В 1926 году был снова приглашён в Японию. Во время его поездки японское правительство пожаловало ему вторую награду. Он был награждён Орденом Восходящего Солнца с шейной ленточкой, которая является третьей из восьми высших типов наград. На частной правительственной машине он совершил путешествие, по дороге посетив несколько городов.
Гриффис был членом-основателем национального института Искусств и Письма (впоследствии ставшего Американской академией искусств и письма), Американской ассоциацией историков и Военно-морского института США. Он умер зимой 1928 года во Флориде.
Один из сыновей Гриффиса, Стэнтон Гриффис, был послом США в Польше, Египте, Испании и Аргентине во время президентства Трумена. Стентон Гриффис был послом при правительстве Перона и написал книгу мемуаров «Lying a state».

## Награды
- Орден Восходящего Солнца на шейной ленте, 1926 год
- Орден Восходящего Солнца с розеткой, 1907 год.